# دانا ستيفينز
دانا ستيفينز (بالإنجليزية: Dana Stevens)‏ هي كاتبة سيناريو وممثلة أمريكية، ولدت في 1963.

## أعمال

### أفلام
- (1998) سيتي أوف آنجيلز[2]
- (2013) ملاذ آمن[3]

## وصلات خارجية
- دانا ستيفينز على موقع IMDb (الإنجليزية)
- دانا ستيفينز على موقع روتن توميتوز (الإنجليزية)
- دانا ستيفينز على موقع ألو سيني (الفرنسية)
- دانا ستيفينز على موقع أول موفي (الإنجليزية)
- دانا ستيفينز على موقع أول موفي (الإنجليزية)
- دانا ستيفينز على موقع قاعدة بيانات الأفلام السويدية (السويدية)
- دانا ستيفينز على موقع قاعدة بيانات الفيلم (الإنجليزية)
- دانا ستيفينز على موقع كينوبويسك (الروسية)